# Pimoa dongjiu
Pimoa dongjiu (лат.) — вид пимовых пауков рода Pimoa (Pimoidae). Название дано по месту нахождения (Dongjiu Village).

## Распространене
Китай, Тибетский автономный район (округ Ньингчи, уезд Bayi District, Lunang Town, Dongjiu Village, 29.82°N, 94.74°E, на высоте 3117 м).

## Описание
Мелкие пауки, длина тела около 5 мм. Брюшко самцов серое с желтоватыми поперечными перевязями, почти овальное. Пальпы самцов: пателла короткая, около 1/2 длины голени, с одной ретролатеральной макросетой; голень короткая, примерно равна длине цимбиума, с несколькими макросетами и дорсальным отростком. Карапакс самок желтоватый; грудная ямка и радиальные борозды отчетливые; стернум буроватый; брюшко сероватое с желтоватыми поперечными шевронами. Сходен с видами P. anatolica и P. lihengae. Вид был впервые описан в 2021 году китайским арахнологами Xiaoqing Zhang и Shuqiang Li (Institute of Zoology, Chinese Academy of Sciences, Пекин, Китай) по материалам из Тибета.